# Battlefield V
Battlefield V ist ein vom schwedischen Computerspielhersteller EA DICE entwickelter Ego-Shooter, welcher von Electronic Arts am 20. November 2018 weltweit für Microsoft Windows, PlayStation 4 und Xbox One veröffentlicht wurde. Damit ist dieser der insgesamt 12. Teil der Battlefield-Spielreihe.

## Einzelspieler

### Handlung
Die Einzelspieler-Kampagne als auch der Mehrspielermodus finden im Szenario des Zweiten Weltkrieges statt. Wie auch beim Vorgänger Battlefield 1 gibt es keine zusammenhängende Geschichte, sondern einzelne „Kriegsgeschichten“, kurze Kampagnen mit jeweils eigenem Setting. Zur Veröffentlichung waren drei Kriegsgeschichten verfügbar, eine vierte wurde später nachgereicht.
In Nordlys erlebt der Spieler aus Sicht einer Widerstandskämpferin die Norwegische Schwerwasser-Sabotage.
Unter keiner Flagge handelt von einem Kriminellen, der für die britische Sondereinheit Special Boat Service rekrutiert wird, um in Nordafrika gegen die Luftwaffe zu kämpfen.
Tirailleur thematisiert die Behandlung der Tirailleurs sénégalais durch die übrigen französischen Truppen und zeigt die Operation Dragoon aus Sicht eines jungen Senegalesen.
Die nach Release veröffentlichte vierte Kriegsgeschichte Der letzte Tiger zeigt das völlig zerbombte Köln im Jahre 1945 aus der Perspektive eines deutschen Panzerkommandanten des letzten deutschen Tigers.

### Spielprinzip
In der Kampagne wechseln sich lineare Abschnitte und freiere Levels ab. In letzteren ist es dem Spieler selbst überlassen, in welcher Reihenfolge er die Missionsziele erfüllt, bzw. ob er Gegner lieber umgeht oder die direkte Konfrontation sucht. In den Gebieten verteilte Fahr- und Flugzeuge können frei eingesetzt werden. Der Großteil der Waffen und Fortbewegungsmittel, sowie Steuerung, Texturen und das zugrunde liegende Gameplay wurden aus dem Multiplayer entnommen. Hierbei bietet sich dem Spieler die Gelegenheit, alle Waffen und Fahrzeuge frei auszuprobieren und ein Gefühl für das Gameplay zu bekommen.

## Entwicklung und Veröffentlichung
DICE kündigte am 23. Mai 2018 die ersten Details über Battlefield V an. Weitere Informationen wurden auf der Pressekonferenz EA Play in zeitlicher Nähe zur E3 2018 im Juni vorgestellt. DICE hat erklärt, dass im Gegensatz zu Battlefield 1 keine Verwendung von zusätzlich kostenpflichtig herunterladbaren Inhalten oder Lootboxen vorgesehen ist. Neue Inhalte werden für alle Spieler im Laufe der Zeit zum Spiel kostenlos hinzugefügt. Diese Entscheidung wurde nach der Empörung über das Lootboxensystem in Star Wars Battlefront II getroffen. Das Spiel sollte ursprünglich am 19. Oktober veröffentlicht werden, wurde jedoch auf den 20. November verschoben, um den Entwicklern die Möglichkeit zu geben, weitere Änderungen vorzunehmen. Battlefield 5 ist das erste Computerspiel, das Raytracing in Echtzeit unterstützt. Am 25. März 2019 ist der Battle-Royale-Spielmodus Feuersturm erschienen.
Die Entscheidung, im Spiel auch weibliche Soldaten in den Vordergrund zu rücken, wurde damit begründet, auch vermehrt weibliche Spieler anzusprechen. Man habe sich an den zahlreichen Frauen, die im Krieg gekämpft haben orientiert. Zudem habe man bewusst den Spielspaß über die Authentizität gestellt.

## Monetarisierung
DICE entschloss sich aufgrund von Pay to win Vorwürfen bei Vorgängerspielen dazu, keinen Premium Pass bei Battlefield V anzubieten und stattdessen mit Tides of War ein sogenanntes „Live Service-Modell“, bei dem nach der Veröffentlichung weitere Inhalte kostenlos nachgereicht werden, in das Spiel zu implementieren.

## Karten
Zur Veröffentlichung von Battlefield V bestand einst eine Auswahl von insgesamt acht verschiedenen Multiplayer-Karten, welche seitdem und auch künftig durch das Live-Service-Angebot „Tides of War“ stetig erweitert wurden. Anders als in vorherigen Teilen der Serie stehen diese erstmals für alle Besitzer des Hauptspiels kostenlos zur Verfügung.
Seit der Veröffentlichung spielbare Karten:
- Verbogener Stahl, eine Flusslandschaft rings um eine teilweise zerstörte Brücke in Nordfrankreich an der Schelde
- Arras, ein stark umkämpftes Dorf inmitten von Feldern in Frankreich
- Rotterdam, ein Teil der gleichnamigen Hafenstadt mit einem Bahnhof im Zentrum
- Vernichtung, ein Kriegsschauplatz zwischen zerstörten Häusern und einer teils zerstörten Kathedrale in Rotterdam
- Flugplatz, eine Wüste mit einem Hangar im Mittelpunkt und vielen Versorgungs- und Außenposten
- Hammada, eine große Felswüste mit Ruinen und im Zentrum eine Brücke, welche zerstört werden kann
- Narvik, ein verschneites Küstendorf in Norwegen
- Fjell 652, ein verschneiter Berg über dem Ort Narvik

Mit Tides of War kamen bisher dazu:
Kapitel 1: Ouvertüre
- Panzersturm, ein flaches, heftig umkämpftes Schlachtfeld in Belgien
- Übungsgelände (ein Übungsplatz für 1 bis 4 Spieler, keine normale Mehrspielerkarte)

Kapitel 3: Feuerprobe
- Halvøy (Feuersturm-Karte)
- Merkur (Strand auf Kreta) im Mai, angelehnt an Operation Merkur.

Kapitel 4: Gegen jede Chance
- Al Sundan, eine große, bergige Wüstenregion
- Marita (Gebirge in Griechenland), Operation Marita
- Lofoten Islands, mehrere kleine Inseln mit vielen Häusern
- Provence, ein Dorf in Frankreich mit vielen engen Gassen

Battlefest Event
- Operation Untergrund, ein kurzzeitig überfluteter U-Bahnhof, welcher sich in der deutschen fiktionalen Stadt „Graubauch“ befindet

Kapitel 5: Pazifikkrieg
- Iwo Jima, ein Vulkan auf einer japanischen Insel, welcher erobert werden muss
- Pazifiksturm, eine Reihe kleiner Inseln an einer sehr großen japanischen Insel
- Wake Island (angelehnt an das gleichnamige US-amerikanische Außengebiet Wake), eine Insel, inmitten des Pazifischen Ozeans. Diese wird anfangs von den Japanern besetzt und muss im Verlauf der Runde von den Amerikanern zurückerobert werden. Hierbei handelt es sich um eine bereits in zahlreichen vorherigen Teilen vertretene Karte.

Kapitel 6: In den Dschungel
- Salomonen, ein teilweise offenes Dschungelgebiet mit vielen Außenposten der Japaner auf dem gleichnamigen Inselstaat

## Einstellung des Live-Service-Angebots
Electronic Arts hat am 23. April 2020 bekannt gegeben, dass Battlefield V im Juni 2020 mit Kapitel 6 sein letztes großes Update im Rahmen der Tides of War bekommen soll und das Spiel sodann künftig nicht mehr mit regelmäßigen Inhalten versorgt wird. Das letzte Update soll noch einmal Waffen, Gadgets, eine neue Karte in der Wüste und Bugfixes enthalten. Weiterhin sollen die Community Server und das Anti-Cheat-System ausgebaut werden.

## Spielmodi

### Allgemeine Spielmodi
Das Spiel bietet folgende Spielmodi:
- Eroberung
- Team-Deathmatch
- Luftlandung
- Große Operationen
- Frontlinien
- Durchbruch
- Vorherrschaft
- Trupp Eroberung
- Schinderei (zeitbegrenzt)
- Vorposten (zeitbegrenzt)
- Festung (zeitbegrenzt)

### Feuersturm
Am 25. März 2019 wurde Battlefield V durch den Spielmodus Feuersturm (engl. Firestorm) erweitert. Dieser ist ein Battle-Royale-Modus. Hier kämpfen Spieler auf einer Karte gegeneinander. Wer als letztes überlebt, hat gewonnen. Ein Feuerring (daher der Name Firestorm) begrenzt die Karte immer weiter, sodass die Spieler aufeinander treffen. Die Entwicklung wurde an das Studio Criterion Games ausgelagert. Die Spielerzahl ist auf 64 Spieler pro Runde begrenzt. Man kann Feuersturm wahlweise solo oder im Trupp spielen.

## Rezeption
Die GameStar kritisierte den schwachen Einzelspielermodus. Jedoch seien die Neuerungen im Mehrspieler sehr gelungen. 4Players lobte starke Fahrzeugkämpfe, die detaillierte Zerstörung der Umgebung und den packenden Mehrspielermodus. Die Kampagne wurde ebenfalls kritisiert.
Schon der erste Trailer polarisierte die Spielerschaft, da weibliche Soldaten mit Kriegsbemalung gezeigt wurden. Ein Teil der Spielerschaft reagierte negativ und drohte mit Boykott.

## Umsatz
Die Absatzerwartungen zum Spiel von Publisher Electronic Arts wurden im ersten Quartal nicht erfüllt. Das Spiel wurde von Oktober bis Dezember 2018 7,3 Millionen Mal verkauft, erwartet wurden 8,3 Millionen Verkäufe. Allerdings wurde hierbei nicht das Abo-Modell Origin Access Premier mitgezählt, bei denen das Spiel bereits enthalten ist.